# V385 Andromedae
Désignations
V385 Andromedae est une étoile variable irrégulière de la constellation d'Andromède, à environ 1 200 années-lumière (360 parsecs). C'est une géante rouge avec 100 fois son rayon. Elle a une magnitude apparente d'environ 6,4. Avec cette magnitude, elle peut-être observée à l'œil nu.
Elle a été identifiée comme une étoile variable à longue période en 1999 à partir des données de l'analyse d'Hipparcos. La courbe de lumière indique une période possible de 36 jours. Elle varie d'environ 0,1 en magnitude,.